# Сікіон

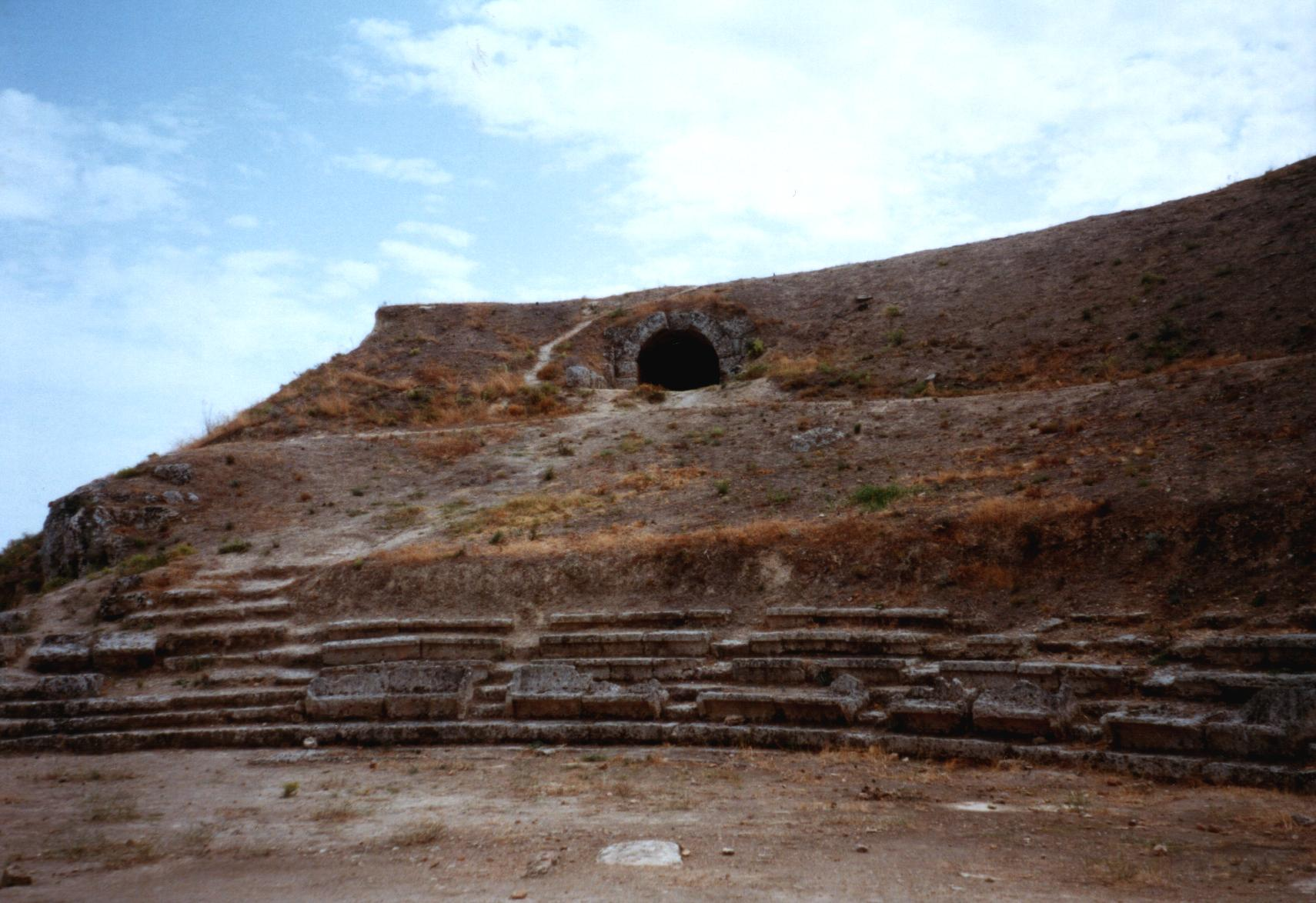
Давньогрецький театр в Сікіоні

37°59′2.77″ пн. ш. 22°40′42″ сх. д. / 37.9841028° пн. ш. 22.67833° сх. д.
Сікіон (грец. Σικυώνα) — давньогрецький поліс на північному сході Пелопоннесу, в глибині Коринфського затоки, між річками Асоп і Геліссон.

## Історія
Назву можна перекласти як «огіркове місто». Місто було заселене уже в епоху пізньої бронзи і згадується в «Іліаді», як місто підвладне Агамемнону, царю Мікен, від яких він був віддалений на відстань всього близько 18 км.
Первісно Сікіон було заселено іонійцями. Місто мікенської епохи після дорійського вторгнення, згідно з переказами, було засноване наново Фалком, сином Темена, правителя Аргоса. З цього часу до іонійської триби егіалеїв були приєднані 3 дорійські триби — гіллеїв, діманів та памфілів, і сама столиця, що називалася до завоювання Егіалеєю, стала іменуватися Сікіоном.
Залишок найдавнішого населення був зведений до становища рабів, схожого з положенням спартанських ілотів. Боротьба аристократії з громадою, яка в Сікіоні, як і в більшості давньогрецьких міст, була більша за чисельністю, але слабшою із влаштування та виховання, закінчилася піднесенням аристократичного роду егіалейских Орфагоридів. Засновник династії Орфагор отримав владу, як військовий стратег, який провів успішну військову компанію. Він відомий справедливим і законослухняним правлінням. Під час його правління в 648 до н. е. його брат Мирон I вийшов переможцем колісничних змагань в Олімпії і побудував там скарбницю з написом «Від Мирона і жителів Сікіону». Потім правив син Мирона I — Аристонім. Мирон II, син Аристоніма був убитий своїм братом Ісодамом. Але найбільшу популярність здобув інший брат Мирона II — Клісфен (близько 596—565 рр. до н. е.). Він зіграв важливу роль у Першій Священної війні.
Викорінювати в Сікіоні культ героя Адраста, тому що він походив з ворожого тоді Сікіону Аргоса, і насаджував натомість культ Діоніса, що можливо, сприяло зародженню давньогрецької трагедії. Тиранія в Сікіоні була скинута в 555 до н. е. (останній тиран — Есхін) за участю Спарти і в місті було встановлено республіканське правління.
Місто славилосяся своїми ремісниками та митцями. За повідомленнями Плінія Старшого і Павсанія близько 580—577 рр. до н. е. в Сікіоні учнями легендарного Дедала була заснована художня школа. Греки також стверджували, що в Сікіоні відбулося відкриття живопису.

## Відомі сікіонці
| - Бутад - Канах - Аристокл - Евтіхід - Лісіпп - Лісістрат - Ксенократ |  | - Евпомп - Мелантій - Павсій - Праксилла — поетеса. - Арат Сікіонський — очільник Ахейського союзу. |